# 费尔南多·莫利纳
费尔南多·莫利纳（西班牙語：Fernando Molina，1965年4月25日—），西班牙男子赛艇运动员。他曾代表西班牙参加世界赛艇锦标赛，获得二枚金牌和三枚铜牌。他也曾参加1992年夏季奥运会。